# یوشیوکی اوکامورا
یوشیوکی اوکامورا (ژاپنی: 奥村 慶之؛ زادهٔ ۲۱ ژانویهٔ ۱۹۹۳) یک بازیکن فوتبال اهل ژاپن است.
از باشگاه‌هایی که در آن بازی کرده‌است می‌توان به باشگاه فوتبال گاینار توتوری اشاره کرد.